# Joseph Mercieca

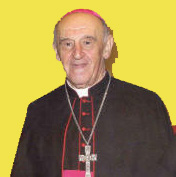
Erzbischof Joseph Mercieca (2007)

Joseph Mercieca (maltesisch Ġużeppi Mercieca; * 11. November  1928 in Ir-Rabat Għawdex, Malta; † 21. März 2016 in Żejtun, Malta) war ein maltesischer Geistlicher und katholischer Theologe. Er war Erzbischof von Malta und Großprior der maltesischen Statthalterei des Ritterordens vom Heiligen Grab zu Jerusalem.

## Leben
Joseph Mercieca studierte Philosophie und Theologie am Seminar von Gozo Seminary. In Rom studierte er Theologie an der Päpstlichen Lateranuniversität und wurde in Kirchenrecht an der Päpstlichen Universität Gregoriana promoviert. Am 8. März 1952 empfing er die Priesterweihe. Er wurde Professor für Theologie und Kirchenrecht am Seminar von Gozo, dessen Rektor von 1959 bis 1969. Er wechselte 1969 als Richter an die Römischen Rota (1969–1974). Papst Paul VI. bestellte ihn als Berater zur Kongregation für die Sakramente und Glaubenskongregation (1974–1976).
Papst Paul VI. ernannte ihn am 20. Juli 1974 zum Weihbischof in Malta und Titularbischof von Gemellae in Numidia. Der Erzbischof von Malta, Michael Gonzi, spendete ihm am 29. September 1974 die Bischofsweihe; Mitkonsekratoren waren Nikol Joseph Cauchi, Bischof von Gozo, und Francesco Ricceri, Bischof von Trapani. Am 29. November 1976 ernannte ihn Papst Paul VI. zum Erzbischof von Malta. Papst Johannes Paul II. ernannte ihn 1992 zum Berater an der Heiligen Römischen Rota, später auch bei der Apostolischen Signatur.
Am 2. Dezember 2006 nahm Papst Benedikt XVI. seinen altersbedingten Rücktritt an.